# Błace (gmina Brwenica)
Błace (maced. Блаце) – wieś w północno-zachodniej Macedonii Północnej, w gminie Brwenica.